# Süderkolk
Der Süderkolk ist ein Naturschutzgebiet in der niedersächsischen Gemeinde Bunde und der Stadt Weener im Landkreis Leer.
Das Naturschutzgebiet mit dem Kennzeichen NSG WE 122 ist 12 Hektar groß. Es liegt zwischen Bunderhee und St. Georgiwold nördlich der A 31. Durch das Naturschutzgebiet wird der Überrest des südlichsten Dollarteinbruchs bewahrt. In dem Kolk hat sich Moor gebildet, er verlandet langsam. Daneben findet sich Magergrünland und Erlenbruchwald. Das Gebiet wird über Gräben und das Großsoltborger Sieltief entwässert.
Das Gebiet steht seit dem 1. Oktober 1977 unter Naturschutz. Zuständige untere Naturschutzbehörde ist der Landkreis Leer.